# 津田大樹
津田 大樹（つだ たいき、1989年6月16日 - ）は、和歌山県有田市出身の元プロ野球選手（投手）。右投右打。

## 来歴・人物
甲子園には未出場で全国的には無名だが、高校での通算防御率は2.20。また一試合に21奪三振の記録も持つ。MAX147km/hのストレートと高速スライダーで三振をとれるピッチングが武器で、高校時代から本格派投手として評価は高かった。
2007年10月3日の高校生ドラフトで北海道日本ハムファイターズから3巡目で指名を受けて入団。しかし、故障している報道はなかったものの2008年の出場機会は二軍のイースタンリーグ2試合にとどまった。シーズンオフ後に大幅な減俸（推定年俸700万から440万）を受け、背番号も48から70に変更されたがその理由についてスポーツ報知での選手名鑑では、自らの素行不良によるものと報道された。
2009年の二軍出場もシーズン終了間近の9月25日の1試合にとどまり、同年10月2日付で戦力外通告を受けた。12月2日付で自由契約選手公示された。

## 選手としての特徴
MAX147km/hのストレートと高速スライダーが武器。

## 詳細情報

### 年度別投手成績
- 一軍公式戦出場なし

### 背番号
- 48 （2008年）
- 70 （2009年）